# Locus terribilis
Il locus terribilis o, più comunemente, locus horridus, è un tòpos letterario che si configura in opposizione al locus amoenus. Spesso è un luogo sotterraneo, oppure elevato, o abitato da mostri. Pur ricordando la descrizione dell'ambiente infernale, è un luogo di varie esperienze sensoriali.
Con il suo valore simbolico, il tema si trova uno stretto rapporto con la situazione narrativa dei personaggi coinvolti: le azioni di questi personaggi con il loro risultato e la situazione narrativa in cui si trovano.